# Talegaon Dābhāde
Talegaon Dābhāde är en ort i Indien.   Den ligger i distriktet Pune och delstaten Maharashtra, i den sydvästra delen av landet, 1 200 km söder om huvudstaden New Delhi. Talegaon Dābhāde ligger 632 meter över havet och antalet invånare är 47 653.
Terrängen runt Talegaon Dābhāde är platt åt sydost, men åt nordväst är den kuperad. Runt Talegaon Dābhāde är det mycket tätbefolkat, med 1 095 invånare per kvadratkilometer. Närmaste större samhälle är Pimpri, 18,6 km sydost om Talegaon Dābhāde. Trakten runt Talegaon Dābhāde består till största delen av jordbruksmark.